# Sound-G
Sound-G è il terzo album in studio del girl group sudcoreano Brown Eyed Girls, pubblicato nel 2009.

## Tracce

### CD 1
1. Glam Girl – 3:12
2. Abracadabra – 3:04
3. Addiction (중독; Jungdok) – 4:23
4. Candy Man – 3:26
5. Moody Night – 3:42
6. Strange Days (이상한 일; Isanghan Il) – 3:31
7. Can't Go (못 가; Mot Ga) – 4:06
8. Even If You Have Another One (여자가 있어도; Yeojaga Isseodo) – 3:49
9. It'll Do Well (잘할게요; Jalhalgeyo) (Jea's Solo) – 3:48
10. Abracadabra (Inst.) – 3:04
11. Candy Man (Inst.) – 3:49
12. It'll Do Well (Inst.) – 4:05

### CD 2
1. DJ Cloud translates L.O.V.E (Cloud Remix) – 3:54
2. Haihm translates Second (Haihm rebuild) – 4:44
3. East4A translates YOU (East4 A Soulsome Mix) – 4:15
4. Hitchhiker translates How Come (어쩌다; Eojjeoda) (Hitchhiker (Jinu) Dynamic Mix) – 4:26
5. Saintbinary translates Hold The Line (Saintbinary Sweet Purple remix) – 5:41
6. Junjaman translates My Style (Junjaman Wet Dream Remix) – 4:01
7. Fraktal translates Oasis (Fraktal Desert Is Land Mix) – 6:05